# Phoenix Film Critics Society Awards 2004
5° PFCS Awards

21 dicembre 2004

Miglior film:

 The Aviator 
I premi del 5° Phoenix Film Critics Society Awards in onore del miglior cinema del 2004, sono stati annunciati il 21 dicembre 2004.

## Premi assegnati

### Miglior film
The Aviator

### Miglior regista
Martin Scorsese - The Aviator

### Miglior attore
Jamie Foxx - Ray

### Miglior attrice
Hilary Swank - Million Dollar Baby

### Miglior attore non protagonista
Thomas Haden Church - Sideways - In viaggio con Jack

### Miglior attrice non protagonista
Laura Linney - Kinsey

### Miglior cast
Sideways - In viaggio con Jack

### Migliore sceneggiatura originale
Se mi lasci ti cancello - Charlie Kaufman

### Migliore adattamento della sceneggiatura
Sideways - In viaggio con Jack - Alexander Payne, Jim Taylor

### Miglior film di animazione
Gli Incredibili - Una "normale" famiglia di supereroi

### Miglior film in lingua straniera
Hero, Hong Kong / Cina

### Miglior documentario
Fahrenheit 9/11

### Miglior fotografia
The Aviator - Robert Richardson

### Migliore scenografia
The Aviator

### Migliori costumi
The Aviator

### Miglior trucco
Lemony Snicket - Una serie di sfortunati eventi

### Miglior montaggio
Se mi lasci ti cancello - Valdís Óskarsdóttir

### Migliori effetti speciali
Sky Captain and the World of Tomorrow

### Migliori musiche originali
Shrek 2 - "Accidentally in Love"

### Migliore colonna sonora
Sideways - In viaggio con Jack - Rolfe Kent

### Migliori scelte musicali
Ray

### Miglior film per la famiglia
Harry Potter e il prigioniero di Azkaban

### Miglior attore debuttante
Freddie Highmore - Neverland - Un sogno per la vita

### Miglior attrice debuttante
Sarah Steele - Spanglish - Quando in famiglia sono in troppi a parlare

### Migliori prestazioni dietro la cinepresa
Zach Braff - La mia vita a Garden State

### Migliori prestazioni davanti alla cinepresa
Paz Vega - Spanglish - Quando in famiglia sono in troppi a parlare

### Miglior film passato inosservato
Stage Beauty